# Pixel
En pixel (sammentrækning af engelsk picture og element) er én af de mange prikker, ét af de mange punkter eller ensartet farvede felter, der tilsammen danner en todimensional matrix, udgør et digitalt billede eller alt indholdet som er vist på en skærm. Det kan fx være billedet vist på en computerskærm eller displayet på et digitalkamera, en mobiltelefon, en GPS-navigator, eller en anden elektronisk enhed, der er udstyret med et digitalt matrix-display. En pixel er den mindste enhed, der kan indscannes, vises på skærmen/displayet eller udskrives på en printer.
Jo flere pixels, der bruges i et billede, jo tættere på originalbilledet vil resultatet være. Antallet af pixels i et billede kaldes opløsningen. Den kan udtrykkes med ét enkelt tal – f.eks. 7 megapixel (mest brugt om digitalkameraers sensorer) – som to tal, bredde gange højde – fx 1280×1024 (XVGA-opløsning; hyppigst anvendt ifm. computerskærme) – eller (almindeligvis brugt om billedopløsning for billeder på papir) ét tal, f.eks. 300 ppi , såvel i bredden som højden.
Måleenheden ppi (pixels per inch), der anvendes i forbindelse med computerskærme, sensorer mv., bruges ofte (fejlagtigt) i flæng med dpi (dots per inch), der mest anvendes i forbindelse med beskrivelse af printeres og scanneres ydeevne. En god opløsning, som en moderne printer eller scanner som minimum skal kunne præstere, er 300 dpi (i bredden såvel som højden). Printerens eller scannerens opløsning kan som nævnt være forskellig bredde- og højdemæssigt, f.eks. 5760 pixels i bredden og 1440 pixels i højden for en given moderne printer af god kvalitet.
Kravene til opløsning varierer meget, afhængig af formålet. De største krav for en printer stilles, hvis printeren skal kunne udskrive farvebilleder i fotokvalitet. De største krav for en scanner stilles, hvis billedet, der skal indscannes foreligger som dias eller farvenegativer. På markedet findes scannere, der er særligt beregnet til indscanning af dias eller farvenegativer, såvel som der også findes printere, der er specielt beregnet til udskrivning af billeder i fotokvalitet.

## Måleenheder
Antallet af pixel angives ofte i enhederne
- kilopixel (1.000 pixel)
- megapixel (en million pixel, eller mere præcist 1.048.576 (220) pixels.
- gigapixel (1.000 megapixel, ca. 1.000.000.000 pixel)